# عنکبوت‌های ستاره‌باف
عنکبوت‌های ستاره‌باف (نام علمی: Oecobiidae) نام یک تیره از شاخه بندپایان است.